# 拉多拉達

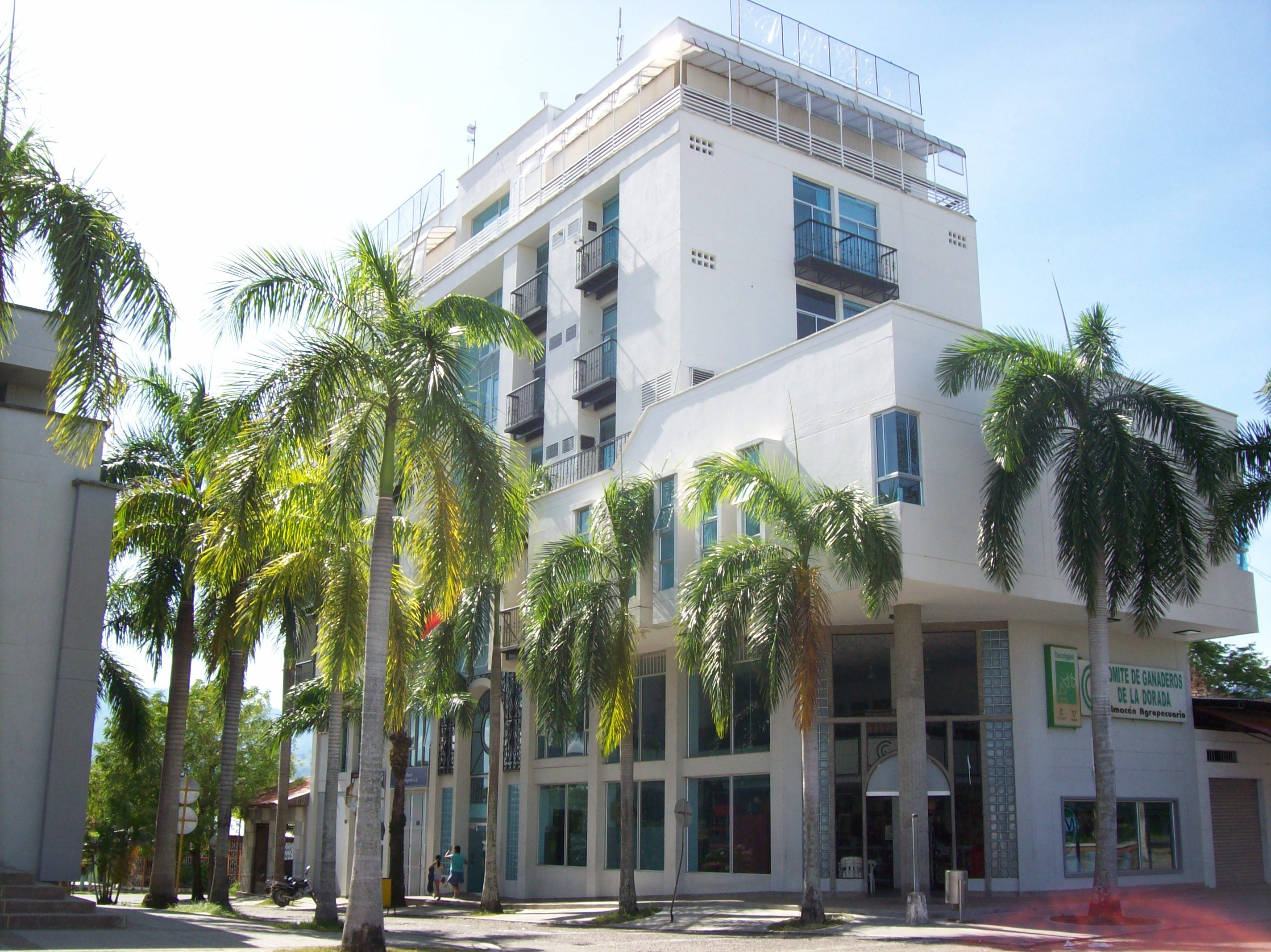

拉多拉達是哥倫比亞的城市，位於該國中部，由卡爾達斯省負責管轄，距離首府馬尼薩萊斯189公里，始建於1920年8月7日，面積574平方公里，海拔高度176米，2005年人口70,486。